# 1-я бронетанковая бригада 1-й пехотной дивизии
1-я бронетанковая бригада 1-й пехотной дивизии (англ. 1st Armored Brigade Combat Team, 1st Infantry Division (1 ABCT, 1 ID / 1-1 ID)) — тактическое соединение Армии США в составе 1-й пехотной дивизии.
Пункт постоянной дислокации — Форт-Райли, штат Канзас.

## Состав бригады
- Штаб и штабная рота «Регуляторы» (Brigade Headquarters and Headquarters Company «Regulators»)
- 1-й эскадрон 4-го кавалерийского полка «Лошадь на четверть мили» (1st Squadron, 4th Cavalry Regiment «Quarterhorse»)
- 2-й батальон 34-го бронетанкового полка «Дредноуты» (2nd Battalion, 34th Armor Regiment «Dreadnaughts»)
- 3-й батальон 66-го бронетанкового полка «Рыцари Берта» (3rd Battalion, 66th Armor Regiment «Burt's Knights»)
- 1-й батальон 16-го пехотного полка «Железные рейнджеры» (1st Battalion, 16th Infantry Regiment «Iron Rangers»)
- 1-й дивизион 5-го артиллерийского полка «Собственность Хэмилтона» (1st Battalion, 5th Field Artillery Regiment «Hamilton's Own»)
- 1-й инженерный батальон «Стойкие» (1st Brigade Engineer Battalion «Diehards»)
- 101-й батальон поддержки бригады «Свобода» (101st Brigade Support Battalion «Liberty»)

## История
Штаб и штабная рота были сформированы 24 мая 1917 года в составе регулярной армии как штаб 1-й бригады, входящей в состав 1-й экспедиционной дивизии (позже переименованной в 1-ю пехотную дивизию). В бригаду входили 16-й и 18-й пехотные полки, а также 2-й пулемётный батальон.
1-я пехотная бригада дислоцировалась в Нью-Йорке в составе 1-й пехотной дивизии до 11 октября 1939 года, когда она была расформирована. После преобразования армии во время Второй мировой войны были сформированы только две отдельные бригады: 1-я воздушно-десантная пехотная бригада и 2-я воздушно-десантная пехотная бригада. 20 июля 1942 года первоначально как 1-я парашютно-пехотная бригада. Подразделение изменило своё название с «парашютная» на «воздушно-десантная» после того, как к нему был приписан 88-й планерный пехотный полк. Через семь месяцев после вывода её частей и отправки на разные театры военных действий бригада была расформирована.
В ходе пентомной реорганизации армии США 1-я пехотная бригада была воссоздана как самостоятельное подразделение в Форт-Беннинг с 1958 по 1962 год. Когда 1-я бригада воссоединилась с 1-й пехотной дивизией, бригада была переименована в 197-ю пехотную бригаду.
23 июля 2003 года командование вооружённых сил США предупредило 1-ю бригаду о развёртывании на театре военных действий в Ираке для поддержки операции «Иракская свобода». Бригада развернула свои основные силы со 2 сентября и собралась в Кувейте к 11 сентября. Первоначально прикреплённая к 82-й воздушно-десантной дивизии, бригада заняла район боевых действий Топика и 26 сентября провела передачу власти с 3-м эскадроном 3-го бронекавалерийского полка. 20 марта 2004 года 1-я бригада была передана 1-й дивизии морской пехоты для продолжения наступательных операций. За следующие двенадцать месяцев в ходе наступательных операций бригады был убит 541 повстанец, ещё 101 ранен и задержан более 2081 боевиков противника, в том числе захвачено 18 особо ценных целей и 20 иностранных боевиков. Бригада отреагировала на сотни обстрелов из стрелкового оружия и РПГ, а также на более чем 550 атак СВУ (самодельных взрывных устройств). С целью лишить противника возможности вести боевые действия бригада захватила 41 крупнокалиберный пулемёт, 175 пусковых установок РПГ, 3134 минометных и артиллерийских снарядов, 1781 реактивный снаряд и 17 зенитно-ракетных комплексов. Помимо боевых действий, бригада сформировала и обучила 60-ю бригаду Национальной гвардии Ирака, включающую 500-й, 501-й и 502-й батальоны. 1-я бригада также спонсировала гражданские проекты на сумму более 23,8 миллиона долларов в провинции Анбар. Бригада вернулась в Форт-Райли в сентябре 2004 года.
В январе 2005 года 1-я бригада снова была призвана для подготовки к развёртыванию в OIF. Большую часть 2005 года бригада провела в подготовке к развёртыванию осенью 2005 года. Кульминацией этой подготовки стало развёртывание бригады в Объединённом учебном центре готовности в августе — сентябре 2005 года. В январе 2006 года 1-я бригада получила корректировку задачи и начала реструктуризацию, чтобы лучше обучать переходные военные группы для их развёртывания. Осенью 2006 года несколько рот сил безопасности, или рот SECFOR, начали готовиться к развёртыванию в Ираке. 23 сентября 2009 года бригада официально переместила миссию военной переходной группы в Форт-Полк, штат Луизиана, и стала тяжёлой бригадой (Heavy Brigade Combat Team (HBCT)), готовой к развёртыванию. Последний из обученных бригадой MiTT (Military Transition Team (MiTT)) завершил свою миссию в октябре 2010 года.
24 февраля 2022 года, в тот же день, когда началось российское вторжение в Украину в 2022 году, президент Джо Байден продлил развёртывание 1-й бригады в Европе, где она будет использоваться для усиления сдерживания НАТО в Европе.